# Segundo Concílio de Constantinopla
O Segundo Concílio de Constantinopla (que acredita-se ter sido o Quinto Concílio Ecumênico da Igreja) foi um concílio ecumênico realizado na cidade de Constantinopla de 5 de maio a 2 de junho do ano 553. Foi convocado pelo imperador bizantino Justiniano I, com participação majoritária de bispos orientais; apenas dezesseis bispos ocidentais estavam presentes, vindos das províncias romanas da África Proconsular e da Ilíria. O presidente foi o bispo Eutíquio, Patriarca de Constantinopla.
O II Concílio de Constantinopla é reconhecido tanto pela Igreja Católica Romana, como pela Igreja Ortodoxa Oriental e pelos velhos católicos, entre outros. Entre os protestantes há vários reconhecimentos variados. Os calvinistas e os luteranos, reconhecem os primeiros quatro concílios, enquanto a maioria dos anglo-católicos aceita todos os sete.
Os participantes eram predominantemente bispos orientais - apenas dezesseis bispos ocidentais estavam presentes, incluindo nove da Ilíria e sete da África, mas nenhum da Itália, de um total de 166 bispos. O principal trabalho do concílio foi confirmar a condenação emitida pelo decreto de 551 do Imperador Justiniano contra os Três Capítulos. Estes foram os escritos cristológicos e, finalmente, a pessoa de Teodoro de Mopsuéstia († 428), certos escritos contra 'as doze anátemas' de Cirilo de Alexandria, aceitas no Concílio de Éfeso; os escritos por Teodoreto de Cirro († 466), e uma carta escrita contra Cirilianismo e o Concílio de Éfeso por Ibas de Edessa († 457).
O propósito da condenação era deixar claro que a grande Igreja Católica, que seguia um credo calcedoniano, se opunha firmemente ao nestorianismo, apoiado pela escola antioquena, que havia assistido Nestório, o heresiarca homônimo, ou inspirado o ensino pelo qual ele era anatematizado e exilado. O Concílio também condenou o ensinamento de que a Virgem Maria não poderia ser corretamente chamada de Mãe de Deus (do grego Teótoco), mas apenas a mãe do homem (Antropótoco) ou a mãe de Cristo (Christótoco). O segundo Concílio de Constantinopla finalmente proclamou a "Virgindade perpétua de Maria". (cânon 2)
Justiniano esperava que isso contribuísse para uma reunião entre os calcedonianos e monofisistas nas províncias orientais do Império. Várias tentativas de reconciliação entre esses partidos dentro do Império Bizantino foram feitas por muitos imperadores durante os quatro séculos seguintes ao Concílio de Éfeso, nenhum deles bem-sucedido. Algumas tentativas de reconciliação, como essa, condenam os Três Capítulos e a anatematização póstuma sem precedentes de Teodora - que já foi amplamente considerada como um pilar da ortodoxia -, provocando mais cismas e heresias no processo, como o cisma supramencionado dos Três Capítulos e os compromissos emergentes de semi-monofisismo de monoenergismo e monotelismo. Essas proposições afirmam, respectivamente, que Cristo não possuía energia humana, mas apenas uma função divina ou princípio de operação (propositalmente formulado de maneira equívoca e vaga, e promulgada entre 610 e 622 pelo imperador Heráclio sob o conselho do patriarca Sérgio I de Constantinopla e que Cristo não possuía vontade humana, mas apenas uma vontade divina, "vontade" sendo entendida como significando os desejos e apetites de acordo com a natureza (promulgada em 638 pelo mesmo e oposta principalmente por Máximo, o Confessor).
No Concílio, a doutrina chamada apocatástase também foi condenada como heresia.

## História

### O Concílio

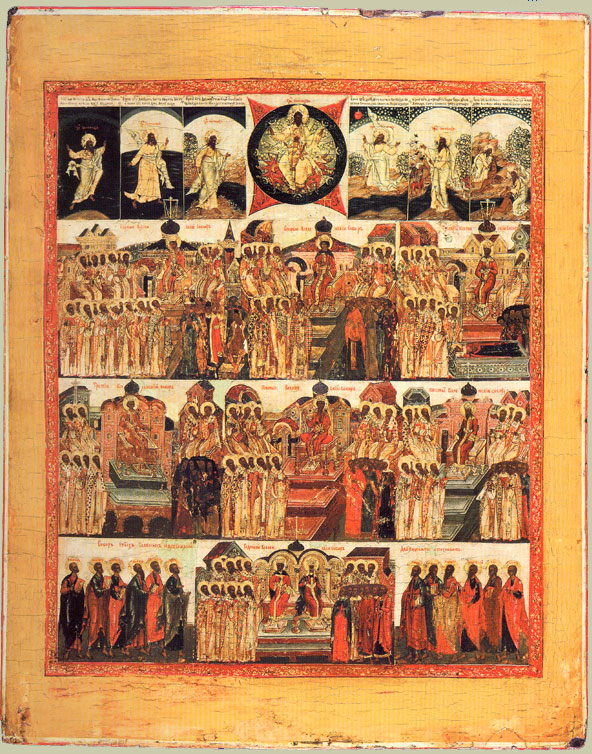
Os sete primeiros concílios ecumênicos. (Ícone do século XIX)

O concílio foi a última fase de um conflito longo e tumultuado que começou com um édito do imperador bizantino Justiniano em 543 contra Orígenes e o chamado origenismo. Justiniano se convenceu que o nestorianismo continuava a ganhar força por causa dos escritos de Teodoro de Mopsuéstia († 428), Teodoreto († 457) e Ibas de Edessa († 457), sendo que as obras de Teodoro e de Teodoreto eram muito admiradas dentro da Igreja.
O Concílio foi presidido por Eutíquio, Patriarca de Constantinopla, assistido pelos outros três patriarcas orientais ou seus representantes. O papa Vigílio também foi convidado; mas mesmo estando nesse período residindo em Constantinopla (para evitar os perigos de vida na Itália, convulsionado pela guerra contra os ostrogodos), ele se recusou a comparecer e até mesmo emitiu um documento proibindo o concílio de precedê-lo sem ele (seu pai). No entanto, o concilio prosseguiu sem o papa e durante a sétima sessão do concílio, os bispos pediram que Vigílio, por sua recusa em comparecer ao concílio e aprovar seus procedimentos, fosse efetivamente excomungando pessoalmente, mas não o restante da Igreja Ocidental.
De acordo com o Livro dos Pontífices, a 20 de Novembro, enquanto o papa celebrava missa em honra de Santa Cecília na igreja que leva o nome desta santa em Trastevere, e antes da missa acabar, Vigílio foi intimado por oficiais imperiais a viajar imediatamente para Constantinopla. O papa foi levado para um barco ancorado no Tibre, enquanto a população o amaldiçoava e atirava pedras contra o barco. Roma estava outra vez cercada pelos ostrogodos chefiados por Tótila e a população vivia na maior das misérias. Vigílio tentou enviar navios carregados de trigo a Roma, mas foram capturados pelo inimigo. O papa terá deixado Roma provavelmente a 22 de novembro de 545. Permaneceu longo tempo na Sicília e só chega a Constantinopla em Janeiro de 547, onde foi detido em Constantinopla contra sua vontade em 547 d.C. por ordens do imperador e seus conselheiros foram exilados. 
Ainda que ele condenasse os Três Capítulos, Vigílio defendeu a autoridade do Concílio de Calcedônia (451), no qual Teodoreto e Ibas foram reabilitados após Nestório ter sido condenado. Muitos no Ocidente viram nisto um enfraquecimento da Igreja perante os poderes laicos e uma injustiça para com pessoa há muito falecidas. Além disso, os líderes da Igreja no Ocidente não tinham conhecimentos acurados sobre a situação teológica no oriente. Vigílio persuadiu o imperador Justiniano a proclamar uma trégua até que um concílio ecumênico pudesse ser chamado à decidir sobre estes assuntos. Porém, em 551, o imperador, com o apoio dos bispos orientais, publicou um édito renovando a condenação dos Três Capítulos.
Vigílio estava virtualmente aprisionado pelas autoridades civis e posteriormente se retirou para Calcedônia, na igreja de Santa Eufêmia, onde o grande concílio tinha se realizado. De lá, ele buscou informar a Igreja de sua precária situação, o que fez com que os bispos orientais o procurassem para se reconciliar. Eles persuadiram-no a retornar para a cidade e retiraram a condenação aos Três Capítulos. O novo Patriarca de Constantinopla, Eutiquio, apresentou, em 6 de janeiro de 553, sua profissão de fé para Vigílio e, em comunhão com os bispos orientais, solicitou a realização urgente do concílio geral. Vigílio estava tentado a convocá-lo, mas sugeriu que ele se encontrasse numa cidade ou na península Itálica ou na Sicília, de modo a garantir a presença dos bispos ocidentais. Porém, Justiniano não concordou e, em vez disso, propôs uma comissão composta de delegados de cada um dos patriarcados. Vigílio sugeriu que um número igual fosse escolhido do oriente e do ocidente, mas isso não era aceitável para o imperador, que convocou o concílio utilizando sua própria autoridade. Oito sessões foram realizadas, o resultado das quais foi condenação dos Três Capítulos pelos 165 bispos presentes à última delas, em 2 de junho de 553.
Em 8 dezembro de 553, o papa Vigílio após um longo exame de seis meses e seguindo o "conselho de Agostinho" concordou em condenar os Três Capítulos, alegando que sua hesitação se devia ao fato de ter sido enganado por seus conselheiros. Sua aprovação do Concílio foi expressa em dois documentos, uma carta para o patriarca Eutíquio de Constantinopla, em 8 de dezembro de 553, e um segundo "Constitutum" de 23 de fevereiro de 554, assinada por mais 16 bispos, em sua maioria do ocidente, provavelmente endereçado ao episcopado ocidental, condenando os Três Capítulos, e 60 proposições de Teodoro de Mopsuéstia, no entanto, por sua própria autoridade e sem menção do concílio. Porém, Teodoro em pessoa não condenado, assim como também não foram as obras de Teodoreto e de Ibas.
Na Espanha visigótica (convertida a um curto período de tempo antes) as igrejas nunca aceitaram o concílio; quando as notícias do último e Terceiro Concílio de Constantinopla foram comunicadas a eles por Roma, foi recebido como o quinto concílio ecumênico, embora fosse o sexto. Isidoro de Sevilha, em sua Crônica e De Viris Illustribus, julgou Justiniano um tirano e perseguidor dos ortodoxos e um admirador da heresia, contrastando-o com Facundo de Hermiane e Vitor de Tununa, considerado um mártir.
Apesar do conflito entre o concílio e o papa e a incapacidade de reconciliar calcedonianos e não-calcedonianos, o concílio ainda fez uma contribuição teológica significativa. Os cânones condenando os Três Capítulos foram precedidos por dez cânones dogmáticos que definiram a cristologia calcedoniana com uma nova precisão, revelando que Deus, a Palavra, é o único sujeito de todas as operações de Cristo, divino e humano. As "duas naturezas" definidas em Calcedônia foram agora claramente interpretadas como dois conjuntos de atributos possuídos por uma única pessoa, Cristo Deus, a Segunda Pessoa da Trindade. Posteriormente, a cristologia bizantina, como encontrada em Máximo, o Confessor e João de Damasco, foi construída sobre essa base. Além disso, poderia ter sido suficiente provar o reencontro de calcedonianos e não-calcedonianos, se não fosse pelo rompimento de conexões entre os dois grupos que resultaram das conquistas muçulmanas do século seguinte.

### Repercussão
As decisões do concílio foram executadas com severidade, embora a desejada reconciliação com a Ortodoxia Oriental não aconteceu. Vigílio, depois de oito anos na capital imperial, conseguiu um entendimento com o imperador e começou a viagem de regresso a Roma na primavera de 555. Morreu em Siracusa, na Sicília, sendo o seu corpo levado para Roma e enterrado na Basílica de S. Silvestre sobre a Catacumba de Priscila, na Via Salária.
No norte da Itália, as províncias eclesiásticas de Milão e Aquileia e algumas bispos de dioceses adjacentes, não aceitaram os decretos do concílio e causaram o Cisma tricapitolino. A Igreja de Milão pouco tempo depois, em 573, passou a aceitar os decretos por estar em comunhão com o papa. Mas Aquileia não o fez até o ano 700.

## Atos
Os atos deste concílio permanecem apenas na versão latina, provavelmente feita para Vigílio, e da qual existe uma edição crítica em Acta Conciliorum Oecumenicorum, Tomo IV, vol. 1 (Berlim, 1971)[c]. Os originais em grego dos atos do concílio se perderam , apenas em alguns partes, incluindo os 14 anátematismos Pesquisas mais recentes mostraram que os anátematismos contra Orígenes não são atribuíveis a este concílio. No seguinte Concílio de Constantinopla (680), alegou-se - provavelmente falsamente - que os atos originais do Quinto Concílio Ecumênico teriam sido adulterados para favorecer o monotelismo. Discutia-se muito de que os atos que chegaram até nós estariam incompletos, uma vez que eles não mencionam o origenismo. Porém, a solução encontrada e geralmente aceita atualmente é que os bispos assinaram os cânones condenando o origenismo antes de o concílio ter sido formalmente aberto. Esta condenação foi confirmada pelo Papa Vigílio e a sua autoridade só foi questionada por minorias nos tempos modernos.

## Os cânones do II Concílio
O Concílio emitiu 14 cânones cristológicos e contra os Três Capítulos. E mais 15 cânones condenando os ensinamentos de Orígenes e Evágrio.
- "1. Se alguém não reconhece a única natureza ou substância (ousia) do Pai, Filho e Espírito Santo, sua única virtude e poder, uma Trindade consubstancial, uma só divindade adorada em três pessoas (hipóstase) ou caráteres (prosopa), seja anátema. Porque existe um só Deus e Pai, do qual procedem todas as coisas, e um só Senhor Jesus Cristo, através do qual são todas as coisas, e um só Espírito Santo, no qual estão todas as coisas."

- 2. "Se alguém não confessa que há duas concepções do Verbo de Deus, uma antes dos tempos, do Pai, intemporal e incorporal, e a outra nos últimos dias, concepção da mesma pessoa, que desceu do céu e foi feito carne por obra do Espírito Santo e da gloriosa Genitora de Deus (Teótoco) e sempre virgem Maria, e que dela nasceu, seja anátema."
- 3. "Se alguém disser que existiu um Deus-Verbo, que fez os milagres, e um Outro Cristo, que sofreu, ou que Deus, o Verbo, estava com Cristo quando nasceu de uma mulher, ou que estava nele como uma pessoa em outra, e que ele não era um só e o mesmo Senhor Jesus Cristo, encarnado e feito homem, e que os milagres e os sofrimentos que ele suportou voluntariamente na carne não pertenciam à mesma pessoa, seja anátema."
- 4. Uma condenação aos ensinamentos de Teodoro de Mopsuéstia e Nestório sobre a natureza de Jesus.
- 5. "Se alguém conceber a única personalidade (hipóstase) de nosso Senhor Jesus Cristo de tal modo que permita ver nela diversas personalidades, tentando introduzir por este meio duas personalidades ou dois caracteres no mistério de Cristo, dizendo que dessas duas personalidades introduzidas por ele provém uma única personalidade quanto à dignidade, à honra e à adoração, como Teodoro e Nestório escreveram em sua loucura, caluniando o santo Concílio de Calcedônia ao alegar que a expressão "uma personalidade" foi por ele usada com essa ímpia intenção; e se não confessar que o Verbo de Deus foi unido à carne quanto à personalidade...".
- 6. "Se alguém aplicar à gloriosa e sempre virgem Maria o título de "genitora de Deus" (Teótoco) num sentido irreal e não verdadeiro, como se um simples homem tivesse nascido dela e não o Deus Verbo feito carne e dela nascido, enquanto o nascimento só deve ser "relacionado" com Deus o Verbo, como dizem, porquanto ele estava com o homem que foi nascido..."
- 7, 8 e 9. Reafirmam a única natureza de Deus.
- 10. "Se alguém não confessar que aquele que foi crucificado na carne, Nosso Senhor Jesus Cristo, é o verdadeiro Deus e Senhor da glória, parte da santa Trindade, seja anátema."
- 11. Condenação a Orígenes.
- A principal cláusula, ou anátema, é a da condenação da preexistência que, em síntese, é a seguinte: “Quem sustentar a mítica crença na preexistência da alma e a opinião, consequentemente estranha, de sua volta, seja anátema”.(Anátema no dicionário quer dizer: excomunhão, maldição, reprovação). Na íntegra:  “Se alguém diz ou sustenta que as almas humanas preexistiram na condição de inteligências e de santos poderes; que, tendo se enojado da contemplação divina, tendo se corrompido e, através disso, tendo se arrefecido no amor a Deus, elas foram, por essa razão, chamadas de almas e, para seu castigo, mergulhadas em corpos, que ele seja anatematizado!”. Texto original em latim: “Si quis dicit, aut sentit proexistere hominum animas, utpote quae antea mentesfuerint et sanctae, satietatemque cepisse divinae contemplationis, e in deterius conversas esses; atque  ideirco apofixestai id est refrigisse a Dei Charitate, et inde fixas graece, id est, animas esse nuncupatas, demissasque esse in corpora suplicii causa: anathema”.
- 12. Condenação a Teodoro de Mopsuéstia e suas obras.
- 13. Condenação às obras de Teodoreto contra Cirilo de Alexandria e o Primeiro Concílio de Éfeso.
- 14. Condenação à carta de Ibas de Edessa para Maris, bispo de Hardaschir, na Pérsia.

## Participantes
Os atos conciliares relatam várias listas de bispos que participaram do concílio. A maior parte destas são as listas de presenças das várias sessões, elaboradas pelos secretários no início de cada sessão; no entanto, apenas para as primeiras quatro sessões e para a última em 2 de junho, os secretários escreveram a lista completa dos bispos presentes, copiando substancialmente a lista da primeira sessão. Na sessão final do concílio, os atos relatam duas listas: a inicial das presenças, com 152 nomes de bispos, e a final de inscrições, com os nomes de 165 bispos. Esta última lista também é a única lista de assinaturas presentes em todos os atos conciliares.
A maioria dos bispos veio das províncias bizantinas, submetidas ao patriarcado de Constantinopla, da Ásia Menor nas dioceses civis do Ponto e da Ásia, enquanto menores foram os representantes das dioceses da Trácia e da Ilíria. Os patriarcas de Antioquia e Alexandria, Domnino e Apolinário, estiveram pessoalmente presentes com seu próprio grupo de bispos, enquanto o patriarca de Jerusalém foi representado por três bispos, Estêvão de Rafia, Jorge de Tiberíades e Damiano de Sozusa. Alguns bispos da África romana também participaram do concílio, incluindo Sestilian deTunís representando a arquidiocese de Cartago.
Ao contrário de outros concílios, a lista de assinaturas de 2 de junho não respeita a ordem hierárquica própria das Igrejas orientais e, portanto, não apresenta qualquer subdivisão dos signatários em províncias eclesiásticas. Além disso, a ausência dos documentos originais em grego torna difícil, em alguns casos, reconstruir a forma exata do nome dos bispos e de seus assentos.

### Lista dos bispos
Na última sessão conciliar existem as únicas subscrições relatadas pelos atos do concílio. A lista inclui os nomes de 165 bispos, aos quais devemos acrescentar o bispo Diógenes de Augustópolis, que, embora incluído na lista de presenças da sessão de 2 de junho, por razões desconhecidas não assinou ou não pôde assinar os atos, que foram assinados em seu lugar de Megas di Mero. A lista com os assentos a que cada bispo pertence, é aquela relatada na edição crítica da Acta Conciliorum Oecumenicorum.